# Campeonato Argentino de Mayores 1981
El Campeonato Argentino de Mayores de 1981 fue la trigésimo-séptima edición del torneo de uniones regionales organizado por la Unión Argentina de Rugby. Se llevó a cabo entre el 24 de mayo y el 16 de agosto de 1981. 
La Unión de Rugby de Salta fue designada por primera vez como sede de las fases finales del torneo, habiendo anteriormente solo hospedado las fases finales del Campeonato Argentino Juvenil de 1977.
La Unión de Rugby de Tucumán alcanzó la final del torneo por tercera vez en su historia, cayendo nuevamente ante el seleccionado de Buenos Aires que se impuso 32-12 y consiguió su décimo-noveno título, el décimo-sexto de forma consecutiva.
A partir de esta temporada comenzó a disputarse el Seven de la República, contraparte del campeonato en el formato reducido de rugby 7, organizado por la Unión Argentina de Rugby con la intención de reunir a jugadores, entrenadores y directivos de todas las uniones al final de la temporada.

## Equipos participantes
Participaron de esta edición quince equipos: catorce uniones provinciales y la Unión Argentina de Rugby, representada por el seleccionado de Buenos Aires. 
| Equipo        | Unión                                                |
| ------------- | ---------------------------------------------------- |
| Alto Valle    | Unión de Rugby del Alto Valle de Río Negro y Neuquén |
| Austral       | Unión de Rugby Austral                               |
| Buenos Aires  | Unión Argentina de Rugby                             |
| Chubut        | Unión de Rugby del Valle del Chubut                  |
| Córdoba       | Unión Cordobesa de Rugby                             |
| Cuyo          | Unión de Rugby de Cuyo                               |
| Entre Ríos    | Unión Entrerriana de Rugby                           |
| Mar del Plata | Unión de Rugby de Mar del Plata                      |
| Nordeste      | Unión de Rugby del Nordeste                          |
| Rosario       | Unión de Rugby de Rosario                            |
| Salta         | Unión de Rugby de Salta                              |
| San Juan      | Unión Sanjuanina de Rugby                            |
| Santa Fe      | Unión Santafesina de Rugby                           |
| Sur           | Unión de Rugby del Sur                               |
| Tucumán       | Unión de Rugby de Tucumán                            |

Debido a sus ausencias en los encuentros correspondientes a la primera fase del Campeonato Argentino de Rugby de 1980, la Unión Jujeña de Rugby y la Unión Tandilense de Rugby fueron sancionadas e impedidas de participar en el torneo.

## Primera fase

### Zona A
La Unión de Rugby del Valle del Chubut actuó como sede de la Zona A.
|  | Semifinales   | Semifinales   | Semifinales |         |     | Final       | Final       | Final       |  |
|  | 20 de junio   | 20 de junio   | 20 de junio |         |     | 21 de junio | 21 de junio | 21 de junio |  |
|  |               |               |             |         |     |             |             |             |  |
|  |               |               |             |         |     |             |             |             |  |
|  | Chubut        | Chubut        | 16          |         |     |             |             |             |  |
|  | Chubut        | Chubut        | 16          |         |     |             |             |             |  |
|  | Sur           | Sur           | 24          |         |     |             |             |             |  |
|  | Sur           | Sur           | 24          |         | Sur | Sur         | 3           |             |  |
|  |               |               |             |         | Sur | Sur         | 3           |             |  |
|  |               |               | Rosario     | Rosario | 9   |             |             |             |  |
|  | Mar del Plata | Mar del Plata | Rosario     | Rosario | 9   | 6           |             |             |  |
|  | Mar del Plata | Mar del Plata |             |         |     | 6           |             |             |  |
|  | Rosario       | Rosario       | 18          |         |     |             |             |             |  |
|  | Rosario       | Rosario       | 18          |         |     |             |             |             |  |
|  |               |               |             |         |     |             |             |             |  |

| 20 de junio | Chubut | 16 - 24 | Sur | Patoruzú Rugby Club, Trelew               |                                           |
|             |        | Reporte |     | Árbitro(s): Claudio Vecino (Buenos Aires) | Árbitro(s): Claudio Vecino (Buenos Aires) |

| 20 de junio | Mar del Plata | 6 - 18  | Rosario | Patoruzú Rugby Club, Trelew                |                                            |
|             |               | Reporte |         | Árbitro(s): Luis Darritchon (Buenos Aires) | Árbitro(s): Luis Darritchon (Buenos Aires) |

| 21 de junio | Sur | 3 - 9   | Rosario | Patoruzú Rugby Club, Trelew                |                                            |
|             |     | Reporte |         | Árbitro(s): Luis Darritchon (Buenos Aires) | Árbitro(s): Luis Darritchon (Buenos Aires) |

### Zona B
La Unión Sanjuanina de Rugby actuó como sede de la Zona B.
|  | Semifinales  | Semifinales  | Semifinales  |              |          | Final      | Final      | Final      |  |
|  | 24 de mayo   | 24 de mayo   | 24 de mayo   |              |          | 25 de mayo | 25 de mayo | 25 de mayo |  |
|  |              |              |              |              |          |            |            |            |  |
|  |              |              |              |              |          |            |            |            |  |
|  | San Juan     | San Juan     | 36           |              |          |            |            |            |  |
|  | San Juan     | San Juan     | 36           |              |          |            |            |            |  |
|  | Austral      | Austral      | 0            |              |          |            |            |            |  |
|  | Austral      | Austral      | 0            |              | San Juan | San Juan   | 0          |            |  |
|  |              |              |              |              | San Juan | San Juan   | 0          |            |  |
|  |              |              | Buenos Aires | Buenos Aires | 44       |            |            |            |  |
|  | Alto Valle   | Alto Valle   | Buenos Aires | Buenos Aires | 44       | 6          |            |            |  |
|  | Alto Valle   | Alto Valle   |              |              |          | 6          |            |            |  |
|  | Buenos Aires | Buenos Aires | 55           |              |          |            |            |            |  |
|  | Buenos Aires | Buenos Aires | 55           |              |          |            |            |            |  |
|  |              |              |              |              |          |            |            |            |  |

| 24 de mayo | San Juan | 36 - 0  | Austral | San Juan,                                |                                          |
|            |          | Reporte |         | Árbitro(s): Sergio Morteo (Buenos Aires) | Árbitro(s): Sergio Morteo (Buenos Aires) |

| 24 de mayo | Alto Valle | 6 - 55  | Buenos Aires | San Juan,                                     |                                               |
|            |            | Reporte |              | Árbitro(s): Fernando Nicoletti (Buenos Aires) | Árbitro(s): Fernando Nicoletti (Buenos Aires) |

| 25 de mayo | San Juan | 0 - 44  | Buenos Aires | San Juan,                                |                                          |
|            |          | Reporte |              | Árbitro(s): Sergio Morteo (Buenos Aires) | Árbitro(s): Sergio Morteo (Buenos Aires) |

### Zona C
La Unión Entrerriana de Rugby actuó como sede de la Zona C.
|  | Semifinales | Semifinales | Semifinales |      |    | Final       | Final       | Final       |  |
|  | 1 de agosto | 1 de agosto | 1 de agosto |      |    | 2 de agosto | 2 de agosto | 2 de agosto |  |
|  |             |             |             |      |    |             |             |             |  |
|  |             |             |             |      |    |             |             |             |  |
|  |             |             |             |      |    |             |             |             |  |
|  |             |             |             |      |    |             |             |             |  |
|  |             |             |             |      |    |             |             |             |  |
|  |             | Entre Ríos  | Entre Ríos  | 22   |    |             |             |             |  |
|  |             |             |             | 22   |    |             |             |             |  |
|  |             |             | Cuyo        | Cuyo | 18 |             |             |             |  |
|  | Santa Fe    | Santa Fe    | Cuyo        | Cuyo | 18 | 6           |             |             |  |
|  | Santa Fe    | Santa Fe    |             |      |    | 6           |             |             |  |
|  | Cuyo        | Cuyo        | 55          |      |    |             |             |             |  |
|  | Cuyo        | Cuyo        | 55          |      |    |             |             |             |  |
|  |             |             |             |      |    |             |             |             |  |

| 1 de agosto | Santa Fe | 6 - 55  | Cuyo | Paraná,                         |                                 |
|             |          | Reporte |      | Árbitro(s): Carlos A. Del Llano | Árbitro(s): Carlos A. Del Llano |

| 2 de agosto | Entre Ríos | 22 - 18 | Cuyo | Paraná,                |                        |
|             |            | Reporte |      | Árbitro(s): Jorge Niel | Árbitro(s): Jorge Niel |

### Zona D
La Unión Cordobesa de Rugby actuó como sede de la Zona D.
|  | Semifinales | Semifinales | Semifinales |         |         | Final       | Final       | Final       |  |
|  | 8 de agosto | 8 de agosto | 8 de agosto |         |         | 9 de agosto | 9 de agosto | 9 de agosto |  |
|  |             |             |             |         |         |             |             |             |  |
|  |             |             |             |         |         |             |             |             |  |
|  | Córdoba     | Córdoba     | 72          |         |         |             |             |             |  |
|  | Córdoba     | Córdoba     | 72          |         |         |             |             |             |  |
|  | Nordeste    | Nordeste    | 3           |         |         |             |             |             |  |
|  | Nordeste    | Nordeste    | 3           |         | Córdoba | Córdoba     | 12          |             |  |
|  |             |             |             |         | Córdoba | Córdoba     | 12          |             |  |
|  |             |             | Tucumán     | Tucumán | 24      |             |             |             |  |
|  |             |             | Tucumán     | Tucumán | 24      |             |             |             |  |
|  |             |             |             |         |         |             |             |             |  |
|  |             |             |             |         |         |             |             |             |  |
|  |             |             |             |         |         |             |             |             |  |
|  |             |             |             |         |         |             |             |             |  |

| 8 de agosto | Córdoba | 72 - 3  | Nordeste | Córdoba,                                |                                         |
|             |         | Reporte |          | Árbitro(s): Carlos Finnemore (San Juan) | Árbitro(s): Carlos Finnemore (San Juan) |

| 9 de agosto | Córdoba | 12 - 24 | Tucumán | Córdoba,                                      |                                               |
|             |         | Reporte |         | Árbitro(s): Carlos R. Gregutti (Buenos Aires) | Árbitro(s): Carlos R. Gregutti (Buenos Aires) |

## Eliminatoria
El encuentro interzonal clasificatorio para las semifinales del torneo enfrentó a los ganadores las zonas 1 y 2, la Unión de Rugby de Rosario y Buenos Aires.
| 9 de julio | Rosario | 4 - 42  | Buenos Aires | Rosario,                                   |                                            |
|            |         | Reporte |              | Árbitro(s): Ricardo Colombo (Buenos Aires) | Árbitro(s): Ricardo Colombo (Buenos Aires) |

## Fase final
La Unión de Rugby de Salta clasificó directamente a semifinales por ser sede de las fases finales. Los encuentros se disputaron en la cancha de Gimnasia (Vicente López).
|  | Semifinales  | Semifinales  | Semifinales  |         |              | Final        | Final        | Final        |  |
|  | 15 de agosto | 15 de agosto | 15 de agosto |         |              | 16 de agosto | 16 de agosto | 16 de agosto |  |
|  |              |              |              |         |              |              |              |              |  |
|  |              |              |              |         |              |              |              |              |  |
|  | Salta        | Salta        | 9            |         |              |              |              |              |  |
|  | Salta        | Salta        | 9            |         |              |              |              |              |  |
|  | Buenos Aires | Buenos Aires | 87           |         |              |              |              |              |  |
|  | Buenos Aires | Buenos Aires | 87           |         | Buenos Aires | Buenos Aires | 32           |              |  |
|  |              |              |              |         | Buenos Aires | Buenos Aires | 32           |              |  |
|  |              |              | Tucumán      | Tucumán | 12           |              |              |              |  |
|  | Entre Ríos   | Entre Ríos   | Tucumán      | Tucumán | 12           | 19           |              |              |  |
|  | Entre Ríos   | Entre Ríos   |              |         |              | 19           |              |              |  |
|  | Tucumán      | Tucumán      | 49           |         |              |              |              |              |  |
|  | Tucumán      | Tucumán      | 49           |         |              |              |              |              |  |
|  |              |              |              |         |              |              |              |              |  |

### Semifinales
| 15 de agosto | Salta | 9 - 87  | Buenos Aires | Gimnasia y Tiro, Salta                   |                                          |
|              |       | Reporte |              | Árbitro(s): Edmund Aguiar (Buenos Aires) | Árbitro(s): Edmund Aguiar (Buenos Aires) |

| 15 de agosto | Entre Ríos | 19 - 49 | Tucumán | Gimnasia y Tiro, Salta                 |                                        |
|              |            | Reporte |         | Árbitro(s): Douglas Ker (Buenos Aires) | Árbitro(s): Douglas Ker (Buenos Aires) |

### Final
| 16 de agosto | Buenos Aires | 32 - 12 | Tucumán | Gimnasia y Tiro, Salta                 |                                        |
|              |              | Reporte |         | Árbitro(s): Douglas Ker (Buenos Aires) | Árbitro(s): Douglas Ker (Buenos Aires) |

|                      |
| Buenos Aires Campeón |
| Décimo-noveno título |